# Liste der Baudenkmäler in Eppan
Die Liste der Baudenkmäler in Eppan (italienisch Appiano) enthält die 215 als Baudenkmäler ausgewiesenen Objekte auf dem Gebiet der Gemeinde Eppan in Südtirol, Italien.
Basis ist das im Internet einsehbare offizielle Verzeichnis der Baudenkmäler in Südtirol. Dabei kann es sich beispielsweise um Sakralbauten, Wohnhäuser, Bauernhöfe und Adelsansitze handeln. Die Reihenfolge in dieser Liste orientiert sich an der Bezeichnung, alternativ ist sie auch nach der Adresse oder dem Datum der Unterschutzstellung sortierbar.

## Liste
| Foto |                 | Bezeichnung                                                              | Standort                                                   | Eintragung                   | Beschreibung | Metadaten |
| ---- | --------------- | ------------------------------------------------------------------------ | ---------------------------------------------------------- | ---------------------------- | --- | --- |
| ja   | Datei hochladen | Aichberg ID: 14653                                                       | Bergweg 31 46° 27′ 36″ N, 11° 15′ 10″ O                    | 22. März 1951 (MD)           | Ansitz aus dem 17. Jahrhundert. Kapelle aus dem 19. Jahrhundert mit Malereien des späten 19. Jahrhunderts von J. Hintner. | KG: Eppan Bauparzelle: 188 Grundparzelle: 1441/5                                                                 |
| ja   | Datei hochladen | Alte Apotheke ID: 14579                                                  | Josef-Innerhofer-Straße 35 46° 27′ 15″ N, 11° 15′ 34″ O    | 18. Mai 1951 (MD)            | Dreigeschossiges städtisches Wohnhaus mit Krüppelwalmdach. Am Giebel Okuliöffnungen. Eckerker mit Sonnenuhr, Jahreszahl 1692. | KG: Eppan Bauparzelle: 14                                                                                        |
| ja   | Datei hochladen | Altenburg ID: 14765                                                      | 46° 28′ 10″ N, 11° 16′ 5″ O                                | 18. Mai 1951 (MD)            | Reste einer hochmittelalterlichen Burganlage. Turm zu einem Wohnhaus umgebaut. Vermutlich Überrest der ursprünglichen Burg „Eppan“. | KG: Eppan Bauparzelle: 736                                                                                       |
| ja   | Datei hochladen | Altenburg mit Mühle ID: 14617                                            | Maderneidstraße 19 46° 27′ 42″ N, 11° 15′ 37″ O            | 25. Juli 1977 (BLR-LAB 4984) | Ansitz bestehend aus zwei Häusern, die durch einen Mitteltrakt verbunden sind. Funktionsfähige gemauerte Wassermühle. | KG: Eppan Bauparzelle: 117, 118                                                                                  |
| ja   | Datei hochladen | Alter Schießstand ID: 14594                                              | 46° 27′ 22″ N, 11° 15′ 23″ O                               | 25. Juli 1977 (BLR-LAB 4984) | Zweigeschossiger Bau. An dessen Westseite Schießstand mit profilierter Holzdecke, Ende 19. Jahrhundert. Keilstein mit der Jahreszahl 1670. | KG: Eppan Bauparzelle: 62                                                                                        |
| ja   | Datei hochladen | Alter Widum in St. Michael ID: 14601                                     | 46° 27′ 24″ N, 11° 15′ 28″ O                               | 25. Juli 1977 (BLR-LAB 4984) | Widum/Kanonikerhaus. Bau aus zwei Trakten bestehend, wovon der östliche älteren Bestand aufweist. | KG: Eppan Bauparzelle: 83                                                                                        |
| ja   | Datei hochladen | Altes Zollhaus in St. Pauls ID: 14686                                    | Paulser Straße 12-14 46° 28′ 17″ N, 11° 15′ 38″ O          | 25. Juli 1977 (BLR-LAB 4984) | Städtisches Wohnhaus, traufständiger Bau mit spätgotischem Kern. Rundbogige Haustür mit abgefaster Steinrahmung, daneben Ladenöffnung mit Steinbank. Bis 1726 in der Funktion einer landesfürstlichen Zollstätte. | KG: Eppan Bauparzelle: 268                                                                                       |
| ja   | Datei hochladen | Angerburg ID: 14582                                                      | Unteralberweg 16 46° 27′ 11″ N, 11° 15′ 40″ O              | 25. Juli 1977 (BLR-LAB 4984) | Dreigeschossiger Ansitz. An der Westseite Wappenmalerei. | KG: Eppan Bauparzelle: 20/2                                                                                      |
| ja   | Datei hochladen | Auf der Platten 12 ID: 14658                                             | Auf der Platten 12 46° 27′ 31″ N, 11° 14′ 51″ O            | 17. Jan. 1951 (MD)           | Ländliches Wohnhaus/Bauernhof, mittelalterliche Hofanlage | KG: Eppan Bauparzelle: 204                                                                                       |
| ja   | Datei hochladen | Bad Turmbach ID: 14660                                                   | 46° 27′ 38″ N, 11° 14′ 55″ O                               | 25. Juli 1977 (BLR-LAB 4981) | Ländliches Wohnhaus/Bauernhof. Der Bau stammt aus dem 17. Jahrhundert. Im Westen wurde eine Mühle mit gewölbten Räumen angebaut. | KG: Eppan Bauparzelle: 207/1                                                                                     |
| ja   | Datei hochladen | Badlweg 1-3 ID: 14642                                                    | Badlweg 1-3 46° 27′ 0″ N, 11° 15′ 18″ O                    | 25. Juli 1977 (BLR-LAB 4984) | Städtisches Wohnhaus. Regelmäßiger Renaissancebau mit Eckerker und Okuliöffnungen. Keilstein mit Pfeifenornament und Jahreszahl 1645. | KG: Eppan Bauparzelle: 160/2                                                                                     |
| ja   | Datei hochladen | Bahnhofstraße 2-4 ID: 14590                                              | Bahnhofstraße 2-4 46° 27′ 18″ N, 11° 15′ 34″ O             | 25. Juli 1977 (BLR-LAB 4984) | Städtisches Wohnhaus. Dreigeschossiger Renaissancebau mit Doppelbogen und Rechteckfenstern in Steinrahmung. Hofmauer mit (später verbreitertem) Rustikator und Jahreszahl 1639. | KG: Eppan Bauparzelle: 47 Grundparzelle: 110/1                                                                   |
| ja   | Datei hochladen | Bahnhofstraße 7-8 ID: 14764                                              | Bahnhofstraße 7-8 46° 27′ 11″ N, 11° 16′ 3″ O              | 4. Dez. 1989 (BLR-LAB 7817)  | Ehemaliges Grandhotel „Hocheppan“, errichtet 1890 in Formen des späten Historismus. | KG: Eppan Bauparzelle: 2672, 682/1, 682/2                                                                        |
| ja   | Datei hochladen | Bahnhofstraße 30 ID: 14587                                               | Bahnhofstraße 30 46° 27′ 17″ N, 11° 15′ 43″ O              | 25. Juli 1977 (BLR-LAB 4984) | Dreigeschossiges städtisches Wohnhaus mit offenem Giebel. An der Fassade spätmittelalterliche Freskenreste (Schachbrettmuster mit zwei Köpfen). Schulterbogentür mit Jahreszahl 1524. Durchgehender Mittelsaal, zum Teil mit Tonplattenboden.                                                                                            | KG: Eppan Bauparzelle: 34                                                                                        |
| ja   | Datei hochladen | Bahnhofstraße 37-39 ID: 14588                                            | Bahnhofstraße 37-39 46° 27′ 18″ N, 11° 15′ 42″ O           | 18. Mai 1951 (MD)            | Dreigeschossiger ehemaliger Ansitz mit symmetrisch angelegtem Doppelbogen und gekuppeltem Rechteckfenster. An der Gartenseite Ecktürmchen. | KG: Eppan Bauparzelle: 40                                                                                        |
| ja   | Datei hochladen | Bahnhofstraße 44-46 ID: 14585                                            | Bahnhofstraße 44-46 46° 27′ 16″ N, 11° 15′ 48″ O           | 25. Juli 1977 (BLR-LAB 4984) | Zweigeschossiges städtisches Wohnhaus mit offenem Giebel. Steingerahmte Rechteckfenster, dreiseitiger Erkeranbau. Rustikator mit Wappenstein und gewölbter Durchfahrt. | KG: Eppan Bauparzelle: 26/1, 26/2                                                                                |
| ja   | Datei hochladen | Bahnhofstraße 65-67 ID: 14586                                            | Bahnhofstraße 65-67 46° 27′ 17″ N, 11° 15′ 49″ O           | 25. Juli 1977 (BLR-LAB 4984) | Langgestrecktes städtisches Wohnhaus mit steingerahmten Rechteckfenstern, im Dachgeschoss Okuliöffnungen. Steingerahmtes Schulterbogentor mit Jahreszahl 1524. | KG: Eppan Bauparzelle: 29/1, 29/2, 29/3                                                                          |
| ja   | Datei hochladen | Bastreinbach ID: 14574                                                   | St.-Anna-Weg 18 46° 27′ 12″ N, 11° 15′ 30″ O               | 18. Mai 1951 (MD)            | Unverputzter Ansitz mit abgewalmtem Dach. Ursprüngliche Fensterleibungen zum Teil erhalten. Nach Süden Doppelbogenfenster mit Rosettendekor. | KG: Eppan Bauparzelle: 6                                                                                         |
| ja   | Datei hochladen | Benefiziatenhaus in St. Justina ID: 14711                                | 46° 28′ 18″ N, 11° 15′ 4″ O                                | 25. Juli 1977 (BLR-LAB 4984) | Ländliches Wohnhaus/Bauernhof aus dem 17. Jahrhundert. | KG: Eppan Bauparzelle: 315                                                                                       |
| ja   | Datei hochladen | Bildstock an der Straße nach Unterrain ID: 14776                         | 46° 28′ 40″ N, 11° 15′ 32″ O                               | 17. Apr. 1978 (BLR-LAB 2526) | Gotisierender Kapellenbildstock mit Inschrift und Jahreszahl 1489. | KG: Eppan Grundparzelle: 6637/1                                                                                  |
| ja   | Datei hochladen | Bildstock in St. Michael ID: 14766                                       | Bahnhofstraße 46° 27′ 16″ N, 11° 15′ 54″ O                 | 17. Apr. 1978 (BLR-LAB 2526) | Bildstock aus dem 17. Jahrhundert. Gemauerter Schaft mit vier Rundbogennischen und Freskenresten. | KG: Eppan Grundparzelle: 158                                                                                     |
| ja   | Datei hochladen | Bildstock in St. Pauls ID: 14774                                         | 46° 28′ 15″ N, 11° 15′ 41″ O                               | 26. Feb. 1952 (MD)           | Bildstock mit Inschrift am Sockel und Jahreszahl 1627. Aufsatz mit Rundbogennischen und Reliefs. | KG: Eppan Grundparzelle: 6608/1                                                                                  |
| ja   | Datei hochladen | Boymont ID: 14771                                                        | 46° 29′ 1″ N, 11° 14′ 44″ O                                | 18. Mai 1951 (MD)            | Burgruine, regelmäßige Burganlage in romanischen Stilformen, erbaut in der ersten Hälfte des 13. Jahrhunderts. | KG: Eppan Grundparzelle: 3471                                                                                    |
| ja   | Datei hochladen | Breitenberg in Girlan ID: 14740                                          | 46° 27′ 47″ N, 11° 16′ 51″ O                               | 17. Jan. 1951 (MD)           | Ansitz aus dem 17. Jahrhundert. Am Herrschaftshaus Freitreppe mit Loggia und Doppelbogenfenster. Das ehemalige Wirtschaftsgebäude wurde ausgebaut. | KG: Eppan Bauparzelle: 449/1, 449/2                                                                              |
| ja   | Datei hochladen | Carneri (Stainhof) in Frangart ID: 14730                                 | 46° 28′ 40″ N, 11° 17′ 55″ O                               | 25. Juli 1977 (BLR-LAB 4984) | Ländliches Wohnhaus/Bauernhof, in der Hofmauer Rustikator, darüber Zinnen mit drei freskengeschmückten Nischen. | KG: Eppan Bauparzelle: 384                                                                                       |
| ja   | Datei hochladen | Dominikanerkirche St. Josef mit Kloster ID: 14762                        | 46° 27′ 18″ N, 11° 15′ 39″ O                               | 25. Juli 1977 (BLR-LAB 4984) | Die Kirche ist ein dreischiffiger romanisierender Bau und wurde von A. von Geppert entworfen und von 1883 bis 1886 errichtet. Das Dominikanerkloster stammt aus dem 17. Jahrhundert. | KG: Eppan Bauparzelle: 39, 630                                                                                   |
| ja   | Datei hochladen | Egger ID: 14650                                                          | 46° 27′ 21″ N, 11° 14′ 14″ O                               | 25. Juli 1977 (BLR-LAB 4984) | Ländliches Wohnhaus/Bauernhof aus dem 17. Jahrhundert | KG: Eppan Bauparzelle: 183/1, 183/2, 183/3                                                                       |
| ja   | Datei hochladen | Ehemalige Kapuzinerkirche Maria Heimsuchung mit Kloster ID: 14593        | 46° 27′ 19″ N, 11° 15′ 27″ O                               | 25. Juli 1977 (BLR-LAB 4984) | Kirche errichtet um 1640. Sie wurde 1973/74 nach Plänen von K. Rifesser nach Osten erweitert. | KG: Eppan Bauparzelle: 60, 61                                                                                    |
| ja   | Datei hochladen | Ehemaliges Bahnhofgebäude ID: 50623                                      | 46° 27′ 11″ N, 11° 16′ 7″ O                                | 12. Mai 2020 (BLR-LAB 324)   | alter Bahnhof der Überetscher Bahn | KG: Eppan Bauparzelle: 662                                                                                       |
| BW   | Datei hochladen | Eiskeller ID: 14644                                                      | 46° 26′ 59″ N, 11° 14′ 58″ O                               | 18. Mai 1951 (MD)            | Kleines ländliches Wohnhaus/Bauernhof aus Porphyrsteinen errichtet. Naturkeller im Bergsturzgebiet der Gand. | KG: Eppan Bauparzelle: 165/1, 165/2, 165/3                                                                       |
| ja   | Datei hochladen | Engelmair in Girlan ID: 14731                                            | 46° 27′ 52″ N, 11° 16′ 53″ O                               | 25. Juli 1977 (BLR-LAB 4984) | Das ländliche Wohnhaus/Bauernhof ist ein mittelalterliches Gehöft und von einer Mauer umgeben. | KG: Eppan Bauparzelle: 386/1, 386/2                                                                              |
| ja   | Datei hochladen | Englar mit Sebastianskapelle ID: 14645                                   | 46° 27′ 3″ N, 11° 15′ 2″ O                                 | 17. Jan. 1951 (MD)           | Der Ansitz ist ein spätgotischer Bau mit ungewöhnlich hohem, abgewalmtem Dach. Die Sebastianskapelle befindet sich etwas nördlich auf 46° 27′ 6,7″ N, 11° 15′ 2″ O. | KG: Eppan Bauparzelle: 166/1, 166/2, 166/3, 167                                                                  |
| ja   | Datei hochladen | Eppanerhof ID: 14609                                                     | J.-G.-Plazer-Straße 50 46° 27′ 26″ N, 11° 15′ 33″ O        | 18. Mai 1951 (MD)            | Ansitz und Gasthof. Ehemaliger Ansitz Hammersbach. | KG: Eppan Bauparzelle: 99                                                                                        |
| ja   | Datei hochladen | Festenstein ID: 14768                                                    | 46° 30′ 43″ N, 11° 13′ 8″ O                                | 25. Juli 1977 (BLR-LAB 4984) | Burgruine. Burganlage in schwer zugänglicher und ausgesetzter Lage, erste Erwähnung zu Beginn des 13. Jahrhunderts. | KG: Eppan Grundparzelle: 1809                                                                                    |
| ja   | Datei hochladen | Firmalein in Missian ID: 14724                                           | 46° 28′ 49″ N, 11° 14′ 52″ O                               | 18. Mai 1951 (MD)            | Das ländliche Wohnhaus/Bauernhof ist eine mittelalterliche Hofanlage. Sie wurde 1912 umgebaut und erhöht. | KG: Eppan Bauparzelle: 361/1, 361/2                                                                              |
| ja   | Datei hochladen | Franzinhof ID: 14700                                                     | Unterrainer Straße 10-12 46° 28′ 23″ N, 11° 15′ 41″ O      | 6. Juli 1951 (MD)            | Zweigeschossiges städtisches Wohnhaus mit Doppelbogenfenstern, Erker und Rundbogentor. Wandgemälde (St. Florian, Sebastian, Wappen der Herren von Franzin), 17. Jahrhundert. | KG: Eppan Bauparzelle: 292                                                                                       |
| ja   | Datei hochladen | Freudenstein mit St. Andreas-Kapelle ID: 14666                           | 46° 27′ 47″ N, 11° 14′ 50″ O                               | 22. März 1951 (MD)           | Burganlage aus dem 13. Jahrhundert, wurde im 16. und 17. Jahrhundert erweitert und umgebaut. Die St.-Andreas-Kapelle wurde 1519 erbaut und 1532 geweiht. | KG: Eppan Bauparzelle: 230/1, 230/2, 231, 232                                                                    |
| ja   | Datei hochladen | Friedhofskapelle in Girlan ID: 14760                                     | 46° 27′ 49″ N, 11° 16′ 36″ O                               | 25. Juli 1977 (BLR-LAB 4984) | Die Kapelle ist ein gotisierender Bau und wurde 1877 errichtet. | KG: Eppan Bauparzelle: 605/1                                                                                     |
| BW   | Datei hochladen | Frischhof in Schreckbichl ID: 14744                                      | 46° 27′ 28″ N, 11° 17′ 40″ O                               | 17. Jan. 1951 (MD)           | Ländliches Wohnhaus/Bauernhof mit zwei Wohngebäuden, Hofmauer mit Rundbogentor. Der jüngere Bau stammt aus dem Jahr 1893. | KG: Eppan Bauparzelle: 481/1, 481/2                                                                              |
| BW   | Datei hochladen | Fuchsberg ID: 14770                                                      | 46° 28′ 51″ N, 11° 15′ 38″ O                               | 25. Juli 1977 (BLR-LAB 4984) | Burgruine des vermutlichen Stammsitzes der Herren von Fuchs. | KG: Eppan Grundparzelle: 2906                                                                                    |
| ja   | Datei hochladen | Gandegg mit Maria-Schnee-Kapelle und Park ID: 14643                      | 46° 26′ 59″ N, 11° 15′ 11″ O                               | 25. Juli 1977 (BLR-LAB 4984) | Ansitz von Blasius Khuen um die Mitte des 16. Jahrhunderts neu errichtet, wobei ein älterer Turm mitverwendet wurde. Kapelle: Ein Vorgängerbau wurde Ende des 17. Jahrhunderts ausgebaut. | KG: Eppan Bauparzelle: 163, 164/1 Grundparzelle: 1169/1, 1172                                                    |
| ja   | Datei hochladen | Garber ID: 14626                                                         | 46° 26′ 41″ N, 11° 15′ 42″ O                               | 25. Juli 1977 (BLR-LAB 4984) | Bau mit ansitzartigem Charakter. Steingerahmte Rechteckfenster, polygonaler Eckerker mit Fresken und Inschrift. | KG: Eppan Bauparzelle: 135/1, 135/2, 135/3                                                                       |
| ja   | Datei hochladen | Gasshuber in St. Pauls ID: 14710                                         | St.-Justina-Weg 20 46° 28′ 21″ N, 11° 15′ 34″ O            | 25. Juli 1977 (BLR-LAB 4984) | Typischer Überetscher Weinhof mit Krüppelwalmdach. Fenster in tiefen Leibungen, zum Teil vergittert. Am Keilstein befindet sich ein Wappen mit Jahreszahl 1600. | KG: Eppan Bauparzelle: 314                                                                                       |
| ja   | Datei hochladen | Gasthof Goldene Traube ID: 14591                                         | 46° 27′ 18″ N, 11° 15′ 32″ O                               | 25. Juli 1977 (BLR-LAB 4984) | Zweigeschossiges ehemaliges Gasthaus (heutiges Bankgebäude) mit steingerahmten Rechteckfenstern. Zur Straße Rustikatür, daneben großes Rundbogentor mit Rosetten und Pfeilenornamenten. | KG: Eppan Bauparzelle: 49                                                                                        |
| ja   | Datei hochladen | Gasthof Schwarzer Adler in St. Pauls ID: 14690                           | 46° 28′ 20″ N, 11° 15′ 40″ O                               | 25. Juli 1977 (BLR-LAB 4984) | Dreigeschossiger Bau mit Gasthaus. Polygonaler Erker mit Türmchenabschluss. | KG: Eppan Bauparzelle: 277/1, 3270                                                                               |
| ja   | Datei hochladen | Gasthof Sonne ID: 14592                                                  | 46° 27′ 19″ N, 11° 15′ 31″ O                               | 27. März 1995 (BLR-LAB 1480) | Gasthaus mit zwei Fassadenerkern, Doppelbogenfenstern und gewölbtem Mittelsaal im ersten Stock. | KG: Eppan Bauparzelle: 56/1, 56/7                                                                                |
| ja   | Datei hochladen | Gasthof Weißes Rößl in Girlan ID: 14732                                  | 46° 27′ 48″ N, 11° 16′ 55″ O                               | 25. Juli 1977 (BLR-LAB 4984) | Gasthaus mit steingerahmten Fenstern, gemauertes Hoftor mit Jahreszahl 1658. Im ersten Stock befindet sich ein Saal mit Doppelbogenfenstern. | KG: Eppan Bauparzelle: 393                                                                                       |
| ja   | Datei hochladen | Gasthof Weißes Rößl in St. Michael ID: 14602                             | J.-G.-Plazer-Straße 13-15 46° 27′ 24″ N, 11° 15′ 32″ O     | 25. Juli 1977 (BLR-LAB 4984) | Dreigeschossiges städtisches Wohnhaus mit Gasthof und Jahreszahl 1672 am Keilstein. Polygonaler Eckerker mit Türmchenabschluss. | KG: Eppan Bauparzelle: 86                                                                                        |
| ja   | Datei hochladen | Gasthof zum Guten Tropfen in St. Pauls ID: 14689                         | 46° 28′ 19″ N, 11° 15′ 38″ O                               | 25. Juli 1977 (BLR-LAB 4984) | Gasthaus aus dem 17. Jahrhundert. | KG: Eppan Bauparzelle: 275                                                                                       |
| ja   | Datei hochladen | Gleifheim mit Kapelle ID: 14632                                          | St.-Anna-Weg 32 46° 27′ 6″ N, 11° 15′ 19″ O                | 18. Mai 1951 (MD)            | Der Ansitz ist ein Renaissancebau aus dem 17. Jahrhundert. Kapelle St. Johannes der Täufer: Einfacher Bau aus der ersten Hälfte des 17. Jahrhunderts. | KG: Eppan Bauparzelle: 144, 145                                                                                  |
| ja   | Datei hochladen | Goldgasse 2-4 ID: 14611                                                  | 46° 27′ 24″ N, 11° 15′ 32″ O                               | 25. Juli 1977 (BLR-LAB 4984) | Das städtische Wohnhaus ist ein spätgotischer Bau und wurde im 17. Jahrhundert verändert. | KG: Eppan Bauparzelle: 102                                                                                       |
| ja   | Datei hochladen | Greifenburg in Girlan ID: 14741                                          | 46° 27′ 45″ N, 11° 16′ 52″ O                               | 25. Juli 1977 (BLR-LAB 4984) | Einfacher Ansitz auf regelmäßigem Grundriss. | KG: Eppan Bauparzelle: 453/2                                                                                     |
| ja   | Datei hochladen | Gruonsberg ID: 14773                                                     | 46° 27′ 58″ N, 11° 16′ 18″ O                               | 17. Apr. 1978 (BLR-LAB 2526) | Spärliche Mauerreste der Burg Gruonsberg (Grumsberg, Greinsberg), die erstmals Ende des 12. Jahrhunderts erwähnt wurde. | KG: Eppan Bauparzelle: 4647/1                                                                                    |
| ja   | Datei hochladen | Grustdorf ID: 14584                                                      | Unteralberweg 4 46° 27′ 16″ N, 11° 15′ 44″ O               | 22. März 1951 (MD)           | Ansitz mit rundbogigem Hoftor und Rechtecktür mit Wappenkartusche aus dem 16./17. Jahrhundert. Im Erdgeschoss spätgotische Holzdecke mit abgefasten Balken und drei Unterzügen. Im zweiten Stock befindet sich eine Stube mit Renaissancetäfelung.                                                                                       | KG: Eppan Bauparzelle: 24                                                                                        |
| ja   | Datei hochladen | Hasenegg in Unterrain ID: 14715                                          | 46° 29′ 25″ N, 11° 15′ 29″ O                               | 17. Jan. 1951 (MD)           | Ländliches Wohnhaus/Bauernhof, mittelalterlicher Einhof. | KG: Eppan Bauparzelle: 327                                                                                       |
| ja   | Datei hochladen | Hebenstreit (Wiesenegg) ID: 14634                                        | Pigeno 20 46° 27′ 4″ N, 11° 15′ 16″ O                      | 25. Juli 1977 (BLR-LAB 4984) | Ansitz mit Krüppelwalmdach und vergitterten Fenstern. In der Hofmauer Rustikator, darüber drei Viereckzinnen mit Nischen. Am Kamin erneuerte Jahreszahl 1669. Im ersten Stock gewölbter Hausgang. Im zweiten Stock Balkendecke mit profilierten Spiegeln aus dem 16. Jahrhundert.                                                        | KG: Eppan Bauparzelle: 149                                                                                       |
| ja   | Datei hochladen | Heilig Kreuz in Schreckbichl ID: 14745                                   | 46° 27′ 27″ N, 11° 17′ 38″ O                               | 25. Juli 1977 (BLR-LAB 4984) | Kirche, der einfache Bau wurde 1823 errichtet. Abgerundeter Chorschluss und Wandmalereien von Albert Stolz. | KG: Eppan Bauparzelle: 482                                                                                       |
| ja   | Datei hochladen | Heiligkreuzkirche auf der Gleif mit neun Kalvarienbergkapellen ID: 14652 | 46° 27′ 18″ N, 11° 15′ 7″ O                                | 25. Juli 1977 (BLR-LAB 4984) | Die Kirche und die sieben einfache Kapellenbauten wurden 1716 errichtet. Zwei Kapellenbildstöcke aus dem 19. Jahrhundert. | KG: Eppan Bauparzelle: 185, 186 Grundparzelle: 6422/1, 6422/2                                                    |
| ja   | Datei hochladen | Hocheppan mit Katharinakapelle und Kreidenturm ID: 14759                 | 46° 29′ 34″ N, 11° 14′ 32″ O                               | 17. Jan. 1951 (MD)           | Ausgedehnte Burganlage aus der zweiten Hälfte des 12. Jahrhunderts. Umbauten im 16. Jahrhundert. Kreidenturm: Das Vorwerk von Hocheppan wurde im 12. Jahrhundert errichtet. Der Kreidenturm befindet sich etwas nördlich der Burg auf 46° 29′ 44,4″ N, 11° 14′ 33,6″ O.                                                                  | KG: Eppan Bauparzelle: 367, 599 Grundparzelle: 3631, 3641/1, 3641/3, 3641/5, 3641/6                              |
| BW   | Datei hochladen | Hueber in Missian ID: 14721                                              | 46° 29′ 3″ N, 11° 15′ 17″ O                                | 25. Juli 1977 (BLR-LAB 4984) | Bauernhof, bei dem das Wohnhaus und der Stadel mit einem Hoftorbogen verbunden sind. Stadel datiert auf 1696. | KG: Eppan Bauparzelle: 344/1                                                                                     |
| ja   | Datei hochladen | Hungerhausen in Unterrain ID: 14718                                      | 46° 29′ 30″ N, 11° 15′ 32″ O                               | 6. Juli 1951 (MD)            | Ansitz, zweigeschossiger Bau mit offenem Giebel und abgewalmtem Dach, 16. Jahrhundert. | KG: Eppan Bauparzelle: 332                                                                                       |
| ja   | Datei hochladen | J.-G.-Plazer-Straße 4-8 ID: 14605                                        | J.-G.-Plazer-Straße 4-8 46° 27′ 20″ N, 11° 15′ 32″ O       | 25. Juli 1977 (BLR-LAB 4984) | Städtisches Wohnhaus, zweistöckiger Bau. Am Keilstein Jahreszahl und Initialen 1637 P.F. | KG: Eppan Bauparzelle: 89/1                                                                                      |
| ja   | Datei hochladen | J.-G.-Plazer-Straße 11 ID: 14603                                         | J.-G.-Plazer-Straße 11 46° 27′ 23″ N, 11° 15′ 32″ O        | 18. Mai 1951 (MD)            | Städtisches Wohnhaus, zweigeschossiger Bau mit steingerahmten Rechteckfenstern. | KG: Eppan Bauparzelle: 3105, 87                                                                                  |
| ja   | Datei hochladen | J.-G.-Plazer-Straße 30-34 ID: 14607                                      | J.-G.-Plazer-Straße 30-34 46° 27′ 24″ N, 11° 15′ 33″ O     | 25. Juli 1977 (BLR-LAB 4984) | Städtisches Wohnhaus, am Sturz Wappen und Jahreszahl 1592. | KG: Eppan Bauparzelle: 95                                                                                        |
| ja   | Datei hochladen | J.-G.-Plazer-Straße 31 ID: 14610                                         | J.-G.-Plazer-Straße 31 46° 27′ 28″ N, 11° 15′ 33″ O        | 25. Juli 1977 (BLR-LAB 4984) | Städtisches Wohnhaus, dreigeschossiger Bau mit Krüppelwalmdach. | KG: Eppan Bauparzelle: 100/1                                                                                     |
| ja   | Datei hochladen | Josef-Innerhofer-Straße 29-31 ID: 14578                                  | Josef-Innerhofer-Straße 29-31 46° 27′ 15″ N, 11° 15′ 35″ O | 25. Juli 1977 (BLR-LAB 4984) | Städtisches Wohnhaus. Die heutige Form stammt aus dem 17. Jahrhundert. Mittelalterliches Sichtmauerwerk, im ersten Stock steingerahmte Schulterbogentür. | KG: Eppan Bauparzelle: 13/1                                                                                      |
| ja   | Datei hochladen | Josef-Innerhofer-Straße 32-34 ID: 14577                                  | Josef-Innerhofer-Straße 32-34 46° 27′ 15″ N, 11° 15′ 33″ O | 25. Juli 1977 (BLR-LAB 4984) | Städtisches Wohnhaus aus dem 16. Jahrhundert mit vorspringendem Türmchen. | KG: Eppan Bauparzelle: 12/2                                                                                      |
| ja   | Datei hochladen | Josef-Innerhofer-Straße 44 ID: 50284                                     | Josef-Innerhofer-Straße 44 46° 27′ 14″ N, 11° 15′ 34″ O    | 23. Aug. 1994 (BLR-LAB 4494) | Ländliches Wohnhaus/Bauernhof, große Anlage aus Wohn- und Wirtschaftsgebäude bestehend, 18. Jahrhundert. | KG: Eppan Bauparzelle: 2837, 9 Grundparzelle: 16                                                                 |
| ja   | Datei hochladen | Kalterer Straße 11 ID: 14581                                             | Kalterer Straße 11 46° 27′ 10″ N, 11° 15′ 38″ O            | 22. März 1951 (MD)           | Ländliches Wohnhaus/Bauernhof, zweiflügeliger Bau. Wirtschaftsgebäude zu Wohnzwecken ausgebaut, 18. Jahrhundert. | KG: Eppan Bauparzelle: 19/1, 19/2                                                                                |
| ja   | Datei hochladen | Kapelle beim Hilberhof ID: 50620                                         | 46° 28′ 3″ N, 11° 14′ 35″ O                                | 12. Nov. 2019 (BLR-LAB 952)  | Kapelle | KG: Eppan Grundparzelle: 1614/2                                                                                  |
| ja   | Datei hochladen | Kellerei Lindner ID: 14614                                               | 46° 27′ 43″ N, 11° 15′ 23″ O                               | 25. Juli 1977 (BLR-LAB 4984) | Der ältere Teil der ehemaligen Kellerei hat einen ansitzartigen Charakter und stammt aus dem 17. Jahrhundert. | KG: Eppan Bauparzelle: 111                                                                                       |
| ja   | Datei hochladen | Kirche zu den Heiligen Drei Königen in Montiggl ID: 14747                | 46° 25′ 4″ N, 11° 16′ 38″ O                                | 25. Juli 1977 (BLR-LAB 4984) | Spätgotische Kirche. Turm mit Spitzpyramidendach und steingerahmter Spitzbogentür. Polygonaler Chorschluss, Stern- und Netzrippengewölbe, skulptierte Konsolsteine. | KG: Eppan Bauparzelle: 505                                                                                       |
| ja   | Datei hochladen | Köglburg ID: 14612                                                       | Krafußweg 8-10 46° 27′ 27″ N, 11° 15′ 29″ O                | 22. März 1951 (MD)           | Ansitz, zweigeschossiger Bau mit abgewalmtem Dach. | KG: Eppan Bauparzelle: 107/2, 3492                                                                               |
| BW   | Datei hochladen | Kohlhof in Missian ID: 18095                                             | 46° 29′ 4″ N, 11° 15′ 15″ O                                | 11. Feb. 1991 (BLR-LAB 534)  | Großes ländliches Wohnhaus/Bauernhof. Im Erdgeschoss Kellerräume mit Tonnengewölbe. Im ersten Stock Mittelsaal mit Kreuzgratgewölbe und sandsteingerahmten Rechtecktüren. | KG: Eppan Bauparzelle: 349/1                                                                                     |
| ja   | Datei hochladen | Korb ID: 14725                                                           | 46° 28′ 56″ N, 11° 14′ 56″ O                               | 17. Jan. 1951 (MD)           | Burg/Schloss, dreigeschossiger Wohnturm aus dem 13. Jahrhundert, 1835 erweitert und umgebaut. | KG: Eppan Bauparzelle: 362                                                                                       |
| ja   | Datei hochladen | Krafuß ID: 14613                                                         | Krafußweg 25 46° 27′ 38″ N, 11° 15′ 22″ O                  | 22. März 1951 (MD)           | Ansitz, regelmäßiger Renaissancebau. Rundbogiges Hoftor mit Wappen und Jahreszahl 1628. | KG: Eppan Bauparzelle: 109                                                                                       |
| ja   | Datei hochladen | Krafußweg 7 ID: 14600                                                    | Krafußweg 7 46° 27′ 26″ N, 11° 15′ 29″ O                   | 25. Juli 1977 (BLR-LAB 4984) | Städtisches Wohnhaus mit Krüppelwalmdach, polygonalem Erkeranbau und Doppelbogenfenster. | KG: Eppan Bauparzelle: 77                                                                                        |
| ja   | Datei hochladen | Kreit mit St.-Anton-Abt-Kapelle ID: 14624                                | 46° 26′ 28″ N, 11° 15′ 57″ O                               | 18. Mai 1951 (MD)            | Der Ansitz wurde in lokalen Renaissanceformen am Ende des 16. Jahrhunderts erbaut. | KG: Eppan Bauparzelle: 129, 130                                                                                  |
| ja   | Datei hochladen | Kreuzsteinweg 10 ID: 14677                                               | Kreuzsteinweg 10 46° 28′ 6″ N, 11° 14′ 52″ O               | 25. Juli 1977 (BLR-LAB 4984) | Ländliches Wohnhaus/Bauernhof, Wohn- und Wirtschaftsgebäude zusammengebaut. An der Nordfassade des Wohngebäudes Jahreszahl 1548 mit Handwerkszeichen und 1566 mit Namen Paul Muil. | KG: Eppan Bauparzelle: 253                                                                                       |
| ja   | Datei hochladen | Kreuzweg ID: 14625                                                       | Sillweg 5 46° 26′ 40″ N, 11° 15′ 44″ O                     | 22. März 1951 (MD)           | Ansitz, der mittelalterliche Bestand wurde im 17. Jahrhundert verändert. Das Wirtschaftsgebäude wurde zu Wohnzwecken ausgebaut. | KG: Eppan Bauparzelle: 134/1, 134/2, 2804                                                                        |
| ja   | Datei hochladen | Kronhof ID: 14663                                                        | Kreuzsteinweg 18 46° 28′ 9″ N, 11° 14′ 47″ O               | 6. Juli 1951 (MD)            | Ansitz, dreigeschossiger Bau mit Eckerker und kleiner Rundbogenloggia. Im Kern spätmittelalterlicher Wohnturm. | KG: Eppan Bauparzelle: 221                                                                                       |
| ja   | Datei hochladen | Kuensegg ID: 14629                                                       | 46° 27′ 4″ N, 11° 15′ 21″ O                                | 18. Mai 1951 (MD)            | Ansitz, langgestrecktes Gebäude mit Zinnengiebeln an beiden Seiten. Im Kern spätmittelalterlicher Bau, im 17. Jahrhundert umgebaut. | KG: Eppan Bauparzelle: 141/1, 141/2, 141/3                                                                       |
| ja   | Datei hochladen | Ladurner in Girlan ID: 14733                                             | 46° 27′ 48″ N, 11° 17′ 0″ O                                | 25. Juli 1977 (BLR-LAB 4984) | Ländliches Wohnhaus/Bauernhof, zweigeschossiger langgestreckter Bau. | KG: Eppan Bauparzelle: 397                                                                                       |
| ja   | Datei hochladen | Lanserhaus ID: 14606                                                     | J.-G.-Plazer-Straße 24 46° 27′ 22″ N, 11° 15′ 32″ O        | 18. Mai 1951 (MD)            | Ansitz mit abgewalmtem, spätgotischem Steildach aus dem 16. Jahrhundert. Im Kern der Ministerialsitz Turm in Plag (um 1200) | KG: Eppan Bauparzelle: 92                                                                                        |
| ja   | Datei hochladen | Liebenburg ID: 14633                                                     | Pigeno 22 46° 27′ 5″ N, 11° 15′ 15″ O                      | 22. März 1951 (MD)           | Ansitz, am Tor Jahreszahl 1662. | KG: Eppan Bauparzelle: 148/1, 148/2, 148/3, 2617                                                                 |
| ja   | Datei hochladen | Liebenstein (Weißhaus) ID: 14742                                         | Weißhausweg 4 46° 26′ 47″ N, 11° 16′ 35″ O                 | 22. März 1951 (MD)           | Ansitz, regelmäßiger Renaissancebau in ausgewogenen Proportionen um 1600 von Christof von Lustrier aus Innsbruck errichtet. Polygonerker an der Nordostecke, Doppelbogenfenster, steingerahmte Türen und Fenster. Südteil um 1700 dazugebaut. Im April 1977 Einsturz von Innenmauern und Dach des Nordtrakts.                            | KG: Eppan Bauparzelle: 465/1, 465/2                                                                              |
| ja   | Datei hochladen | Lindenheim mit Park ID: 14636                                            | Pigeno 7-9 46° 27′ 2″ N, 11° 15′ 17″ O                     | 22. März 1951 (MD)           | Ansitz, ursprünglich einfacher Bau aus dem 17. Jahrhundert. Der zinnengeschmückte Zwerchgiebel und der Turm stammen von einem Umbau Ende des 19. Jahrhunderts. Ehemaliger Wohnsitz von Friedrich Teßmann. | KG: Eppan Bauparzelle: 151                                                                                       |
| ja   | Datei hochladen | Maderneidstraße 7-9 ID: 14620                                            | 46° 27′ 37″ N, 11° 15′ 34″ O                               | 25. Juli 1977 (BLR-LAB 4984) | Städtisches Wohnhaus, zweigeschossiger Bau mit Eckerker. | KG: Eppan Bauparzelle: 123/1                                                                                     |
| ja   | Datei hochladen | Maderneidstraße 16 ID: 14621                                             | 46° 27′ 38″ N, 11° 15′ 36″ O                               | 25. Juli 1977 (BLR-LAB 4984) | Städtisches Wohnhaus, dreigeschossiger Bau aus dem 17. Jahrhundert. | KG: Eppan Bauparzelle: 124/1                                                                                     |
| BW   | Datei hochladen | Maderneidstraße 28 ID: 14618                                             | 46° 27′ 42″ N, 11° 15′ 40″ O                               | 25. Juli 1977 (BLR-LAB 4984) | Städtisches Wohnhaus, dreigeschossiger Bau mit abgewalmtem Steildach. | KG: Eppan Bauparzelle: 119                                                                                       |
| ja   | Datei hochladen | Mair in Gaid ID: 14754                                                   | 46° 30′ 45″ N, 11° 12′ 36″ O                               | 25. Juli 1977 (BLR-LAB 4984) | Ländliches Wohnhaus/Bauernhof, spätmittelalterlicher Bau. | KG: Eppan Bauparzelle: 531                                                                                       |
| ja   | Datei hochladen | Mareit ID: 14670                                                         | Platzlweg 10 46° 27′ 59″ N, 11° 15′ 3″ O                   | 26. Feb. 1952 (MD)           | Ansitz mit Krüppelwalmdach und mittelalterlichem Baukern. Im 17. Jahrhundert vergrößert und umgestaltet. Bohlenstube dendrochronologisch datiert auf 1338. | KG: Eppan Bauparzelle: 242                                                                                       |
| ja   | Datei hochladen | Mareithof ID: 14596                                                      | St.-Michaels-Platz 10 46° 27′ 24″ N, 11° 15′ 26″ O         | 25. Juli 1977 (BLR-LAB 4984) | Dreigeschossiges ländliches Wohnhaus/Bauernhof mit gebrochener Fassade. Rundbogentor mit Wappenschild am Keilstein. Renaissancekachelöfen. | KG: Eppan Bauparzelle: 69                                                                                        |
| ja   | Datei hochladen | Maria Rast ID: 14758                                                     | 46° 27′ 28″ N, 11° 16′ 2″ O                                | 25. Juli 1977 (BLR-LAB 4984) | Kirche in romanisierenden Stilformen, 1874 errichtet. Historisierende Dekorationsmalerei. | KG: Eppan Bauparzelle: 567                                                                                       |
| ja   | Datei hochladen | Mariengarten mit Maria-Himmelfahrts-Kirche in St. Pauls ID: 14695        | 46° 28′ 14″ N, 11° 15′ 54″ O                               | 25. Juli 1977 (BLR-LAB 4984) | Kloster, Kapelle in romanisierenden Stilformen nach Entwurf von Ferdinand Mungenast erbaut. Der ursprüngliche Hof Blaze (Curtis Blazes) wurde bereits 1189 urkundlich erwähnt. | KG: Eppan Bauparzelle: 283/1, 283/2, 283/3, 717                                                                  |
| ja   | Datei hochladen | Matschatscher Straße 8 ID: 14751                                         | Matschatscher Straße 8 46° 27′ 44″ N, 11° 14′ 44″ O        | 22. März 1951 (MD)           | Langgestrecktes ländliches Wohnhaus/Bauernhof mit gewölbten Kellerräumen. | KG: Eppan Bauparzelle: 514                                                                                       |
| ja   | Datei hochladen | Matschatscher Straße 10 ID: 14752                                        | Matschatscher Straße 10 46° 27′ 44″ N, 11° 14′ 43″ O       | 25. Juli 1977 (BLR-LAB 4984) | Zweigeschossiger Bau mit ansitzartigem Charakter, Jahreszahl 1672. | KG: Eppan Bauparzelle: 515                                                                                       |
| ja   | Datei hochladen | Mesnerhaus in St. Pauls ID: 14698                                        | 46° 28′ 21″ N, 11° 15′ 43″ O                               | 9. Jan. 1989 (BLR-LAB 85)    | Städtisches Wohnhaus, im zweiten Obergeschoss zwei Räume mit Stuckdecken. | KG: Eppan Bauparzelle: 286                                                                                       |
| ja   | Datei hochladen | Missianer Straße 12 ID: 14713                                            | Missianer Straße 12 46° 28′ 48″ N, 11° 15′ 14″ O           | 25. Juli 1977 (BLR-LAB 4984) | Ländliches Wohnhaus/Bauernhof, im Kern spätgotischer Bau, wurde im 17. Jahrhundert verändert. | KG: Eppan Bauparzelle: 318                                                                                       |
| ja   | Datei hochladen | Missianer Straße 15 ID: 14723                                            | Missianer Straße 15 46° 28′ 48″ N, 11° 15′ 2″ O            | 19. Mai 1978 (BLR-LAB 3137)  | Zweigeschossiges ländliches Wohnhaus/Bauernhof, an der Fassade Madonnenbild in Stuckrahmen. | KG: Eppan Bauparzelle: 356/1                                                                                     |
| ja   | Datei hochladen | Montan ID: 14664                                                         | Kreuzsteinweg 7 46° 28′ 7″ N, 11° 14′ 46″ O                | 6. Juli 1951 (MD)            | Der heutige Ansitz stammt aus dem 16./17. Jahrhundert. Der ursprünglich freistehende Wehrturm, mit Sichtmauerwerk und niederem Palas aus dem 13. Jahrhundert, wurde später ausgebaut. | KG: Eppan Bauparzelle: 224                                                                                       |
| ja   | Datei hochladen | Montiggler Schlössl ID: 50573                                            | 46° 25′ 14″ N, 11° 17′ 13″ O                               | 1. Juli 2013 (BLR-LAB 987)   | Erbaut von Graf Josef von Zastrow zwischen 1886 und 1898 im neugotischen Stil als Sommerhäuschen mit Bootsanlegestelle am Großen Montiggler See. Das Schlössl wurde 1902 vom Eigentümer der Gemeinde Eppan geschenkt. Daraufhin war es Wohnsitz des Eppaner Malers Max Sparer († 1968).                                                  | KG: Eppan Bauparzelle: 634                                                                                       |
| ja   | Datei hochladen | Moos (Schulthaus) mit Nebengebäude und Katharinakapelle ID: 14646        | 46° 27′ 13″ N, 11° 14′ 51″ O                               | 25. Juli 1977 (BLR-LAB 4984) | Ansitz/mittelalterlicher Wohnturm, später mehrmals verändert und erweitert. Langgestrecktes Wirtschaftsgebäude mit Flachbogenöffnungen. Kapelle: romanischer Bau mit Rundapsis, Anfang des 17. Jahrhunderts erbaut. | KG: Eppan Bauparzelle: 169, 170, 171, 172, 173, 174, 176                                                         |
| BW   | Datei hochladen | Muggenpichler in Frangart ID: 18051                                      | 46° 28′ 35″ N, 11° 17′ 35″ O                               | 18. Mai 1951 (MD)            | Ländliches Wohnhaus/Bauernhof, Weinhof mit Eckerker auf Kragsteinen. | KG: Eppan Bauparzelle: 374                                                                                       |
| ja   | Datei hochladen | Nesselhof ID: 14589                                                      | Maria-Rast-Weg 3 46° 27′ 21″ N, 11° 15′ 44″ O              | 22. März 1951 (MD)           | Dreigeschossiger Ansitz (ursprünglich zweigeschossiger Bau). Am Keilstein Jahreszahl 1674 und Christusmonogramm. | KG: Eppan Bauparzelle: 2009, 2838, 41                                                                            |
| ja   | Datei hochladen | Neuberg ID: 14680                                                        | St.-Justina-Weg 63 46° 28′ 6″ N, 11° 14′ 58″ O             | 6. Juli 1951 (MD)            | Ursprünglich mittelalterlicher Turm mit späteren Zubauten. Der Ansitz wurden im 17. Jahrhundert in Renaissanceformen verändert. Stube mit Pilastergetäfel und Felderdecke. | KG: Eppan Bauparzelle: 256/1, 256/3                                                                              |
| ja   | Datei hochladen | Nofner ID: 14648                                                         | 46° 27′ 5″ N, 11° 14′ 40″ O                                | 25. Juli 1977 (BLR-LAB 4984) | Ehemaliger Ansitz mit Wirtschaftsgebäude. Im Südtrakt Erkertürmchen. | KG: Eppan Bauparzelle: 178/1, 178/2, 178/3, 178/4, 178/5 Grundparzelle: 1245                                     |
| ja   | Datei hochladen | Oberer Dornhof in Missian ID: 14719                                      | 46° 29′ 12″ N, 11° 15′ 17″ O                               | 17. Jan. 1951 (MD)           | Ländliches Wohnhaus/Bauernhof, ausgedehnte Hofanlage | KG: Eppan Bauparzelle: 3344, 340/1                                                                               |
| BW   | Datei hochladen | Oberer Pillhof in Frangart ID: 14727                                     | 46° 28′ 39″ N, 11° 16′ 57″ O                               | 25. Juli 1977 (BLR-LAB 4987) | Großer Weinhof. Im Erdgeschoss Ansetz mit Tramdecke, tiefer Keller mit Tonnengewölbe. Rundbogentür mit bez. 1635. | KG: Eppan Bauparzelle: 371                                                                                       |
| ja   | Datei hochladen | Oberhabsberger in Montiggl ID: 14746                                     | 46° 25′ 5″ N, 11° 16′ 40″ O                                | 25. Juli 1977 (BLR-LAB 4984) | Ländliches Wohnhaus/Bauernhof. Der eingebaute mittelalterliche Turm in Sichtmauerwerk aus dem 13. Jahrhundert wurde in spätgotischer Zeit erweitert. | KG: Eppan Bauparzelle: 500                                                                                       |
| ja   | Datei hochladen | Obertissner in Montiggl ID: 14749                                        | 46° 25′ 5″ N, 11° 16′ 36″ O                                | 25. Juli 1977 (BLR-LAB 4984) | Mittelalterlicher Weinhof, die heutige Form entstand im 17. Jahrhundert. An der Fassade Sonnenuhr, eine steingerahmte Rundbogentür und Fenster in Steinrahmung. | KG: Eppan Bauparzelle: 507/1, 507/2, 508                                                                         |
| ja   | Datei hochladen | Paschbach mit Nebengebäuden ID: 14656                                    | Bergweg 33 46° 27′ 38″ N, 11° 15′ 9″ O                     | 25. Juli 1977 (BLR-LAB 4984) | Der Ansitz wurde im 15. Jahrhundert errichtet und daraufhin mehrmals umgebaut und erweitert. | KG: Eppan Bauparzelle: 191/1, 191/2                                                                              |
| ja   | Datei hochladen | Paulser Dorfkeller ID: 14687                                             | Paulser Straße 6-10 46° 28′ 18″ N, 11° 15′ 38″ O           | 18. Mai 1951 (MD)            | Ländliches Wohnhaus/Bauernhof. Dreigeschossiger Bau mit durchgehendem Viereckerker mit Türmchenabschluss. Das Gebäude hat auf beiden Seiten eine Hofmauer mit Zinnen und je einem steingerahmten Rundbogentor. | KG: Eppan Bauparzelle: 269/1, 269/2, 270                                                                         |
| ja   | Datei hochladen | Paulser Straße 1 ID: 14691                                               | Paulser Straße 1 46° 28′ 19″ N, 11° 15′ 40″ O              | 25. Juli 1977 (BLR-LAB 4984) | Dreigeschossiges ländliches Wohnhaus/Bauernhof mit abgewalmtem Dach sowie einem Rundbogenportal mit Quadern, am Scheitel Wappenschild. | KG: Eppan Bauparzelle: 278                                                                                       |
| ja   | Datei hochladen | Paulser Straße 5 ID: 14688                                               | Paulser Straße 5 46° 28′ 19″ N, 11° 15′ 40″ O              | 25. Juli 1977 (BLR-LAB 4984) | Ländliches Wohnhaus/Bauernhof mit vorspringenden Sohlbänken, an der südlichen drei Wappen in Relief. Um 1500. | KG: Eppan Bauparzelle: 274                                                                                       |
| ja   | Datei hochladen | Paulser Straße 15-19 ID: 14685                                           | Paulser Straße 15-19 46° 28′ 17″ N, 11° 15′ 39″ O          | 18. Mai 1951 (MD)            | Breites städtisches Wohnhaus mit Viereckerker auf Volutenkonsolen. Die Rundbogentür hat am Scheitel ein Wappen. In der Hofmauer Rustikator mit Zinnen, bez. 1799. | KG: Eppan Bauparzelle: 267/1, 267/3                                                                              |
| ja   | Datei hochladen | Paulser Straße 16-18 ID: 14684                                           | Paulser Straße 16-18 46° 28′ 17″ N, 11° 15′ 38″ O          | 18. Mai 1951 (MD)            | Dreigeschossiges städtisches Wohnhaus mit steingerahmten Fenstern. | KG: Eppan Bauparzelle: 265                                                                                       |
| ja   | Datei hochladen | Paulser Straße 20 ID: 14683                                              | Paulser Straße 20 46° 28′ 16″ N, 11° 15′ 38″ O             | 25. Juli 1977 (BLR-LAB 4984) | Mittelalterliches städtisches Wohnhaus, dreigeschossig, mit hohem Steildach. Die Fenster zum Teil erneuert. | KG: Eppan Bauparzelle: 264                                                                                       |
| ja   | Datei hochladen | Perkheim (Massauer) ID: 14616                                            | Reinspergweg 5 46° 27′ 41″ N, 11° 15′ 32″ O                | 22. März 1951 (MD)           | Der ursprünglich gotischer Ansitz wurde im 17. Jahrhundert in Renaissanceformen umgestaltet. Spitzbogiges Hoftor. Zwei polygonale Erker mit Türmchenabschluss. In der Hofmauer Jahreszahl 1623. | KG: Eppan Bauparzelle: 115                                                                                       |
| ja   | Datei hochladen | Pfarrkirche St. Josef in Frangart ID: 14763                              | 46° 28′ 42″ N, 11° 17′ 48″ O                               | 25. Juli 1977 (BLR-LAB 4984) | Die Kirche wurde 1894/95 im gotisierenden Stil von Johann Huber nach Plänen von Ferdinand Mungenast errichtet. An der Ostseite befindet sich eine Seitenkapelle. Wandgemälde von Albert Stolz, 1936. | KG: Eppan Bauparzelle: 651                                                                                       |
| ja   | Datei hochladen | Pfarrkirche St. Martin in Girlan ID: 14735                               | 46° 27′ 48″ N, 11° 16′ 51″ O                               | 25. Juli 1977 (BLR-LAB 4984) | Die Kirche wurde 1838 anstelle des gotischen Vorgängerbaues erbaut. Die Deckengemälde zeigen Mariä Himmelfahrt, St. Martin und den Bettler, St. Cäcilia, sie stammen von Christoph Brandstätter, 1845. | KG: Eppan Bauparzelle: 419                                                                                       |
| ja   | Datei hochladen | Pfarrkirche St. Michael ID: 14599                                        | 46° 27′ 25″ N, 11° 15′ 26″ O                               | 25. Juli 1977 (BLR-LAB 4984) | Spätgotische Kirche, Langhausmauern wurden vom romanischen Vorgängerbau übernommen. Empore auf Pfeilern, 1610. Der Turm mit gemauerter Pyramide stammt aus dem 16. Jahrhundert. Außen Freskenreste, um 1380 (St. Leonhard, St. Sigmund)                                                                                                  | KG: Eppan Bauparzelle: 73                                                                                        |
| ja   | Datei hochladen | Pfarrkirche St. Pauls ID: 14697                                          | 46° 28′ 20″ N, 11° 15′ 41″ O                               | 25. Juli 1977 (BLR-LAB 4984) | Der dreischiffige spätgotische Kirchenbau wurde in mehreren Etappen errichtet. Polygonaler Chorschluss mit Netzrippengewölbe (1490), dreischiffiges Langhaus mit Pfeilern und Kreuzrippengewölb (16. Jh.). Seitlicher Fassadenturm mit Zwiebel auf Oktogon. Die Wandgemälde stammen aus dem 16. und 19. Jahrhundert.                     | KG: Eppan Bauparzelle: 285                                                                                       |
| ja   | Datei hochladen | Pfarrkirche St. Vigil und Ulrich mit Pfarrwidum in Perdonig ID: 14757    | 46° 29′ 53″ N, 11° 13′ 45″ O                               | 25. Juli 1977 (BLR-LAB 4984) | Kirche und Pfarrwidum wurden 1799 errichtet. | KG: Eppan Bauparzelle: 547                                                                                       |
| ja   | Datei hochladen | Pfarrwidum in Frangart ID: 14728                                         | 46° 28′ 40″ N, 11° 17′ 48″ O                               | 17. Jan. 1951 (MD)           | Spätgotisches Widum/Kanonikerhaus, nach Norden jüngerer Anbau. | KG: Eppan Bauparzelle: 379                                                                                       |
| ja   | Datei hochladen | Pfarrwidum in St. Pauls ID: 14696                                        | 46° 28′ 19″ N, 11° 15′ 44″ O                               | 25. Juli 1977 (BLR-LAB 4984) | Dreigeschossiger Widum/Kanonikerhaus, im Kern spätgotisches Mauerwerk aus dem 17. Jahrhundert. Fresken an der Westfront. | KG: Eppan Bauparzelle: 284                                                                                       |
| ja   | Datei hochladen | Pigeno 3 ID: 14641                                                       | Pigeno 3 46° 27′ 1″ N, 11° 15′ 20″ O                       | 18. Mai 1951 (MD)            | Städtisches Wohnhaus. Die heutige Form stammt aus dem 17. Jahrhundert. Polygonaler Eckerker. | KG: Eppan Bauparzelle: 159                                                                                       |
| ja   | Datei hochladen | Pigeno 8-10 ID: 14628                                                    | Pigeno 8-10 46° 27′ 2″ N, 11° 15′ 22″ O                    | 22. März 1951 (MD)           | Ländliches Wohnhaus/Bauernhof mit Zinnengiebel an der Ostseite. Im Westen zwei symmetrisch angelegte Türmchen. Am Tor Jahreszahl 1684. | KG: Eppan Bauparzelle: 139, 140/1, 140/2                                                                         |
| ja   | Datei hochladen | Pigeno 11-13 ID: 14637                                                   | Pigeno 11-13 46° 27′ 2″ N, 11° 15′ 16″ O                   | 25. Juli 1977 (BLR-LAB 4984) | Dreigeschossiges städtisches Wohnhaus mit steingerahmten Rechteckfenstern. | KG: Eppan Bauparzelle: 152                                                                                       |
| ja   | Datei hochladen | Pigeno 28-30 ID: 14638                                                   | Pigeno 28-30 46° 27′ 3″ N, 11° 15′ 16″ O                   | 25. Juli 1977 (BLR-LAB 4984) | Städtisches Wohnhaus, am Türsturz Jahreszahl 1762. | KG: Eppan Bauparzelle: 153/1                                                                                     |
| ja   | Datei hochladen | Pigeno 36 ID: 14639                                                      | Pigeno 36 46° 27′ 2″ N, 11° 15′ 13″ O                      | 22. März 1951 (MD)           | Ländliches Wohnhaus/Bauernhof, gehörte ursprünglich zum Ansitz Rosenburg. | KG: Eppan Bauparzelle: 157                                                                                       |
| BW   | Datei hochladen | Pillhof (Kreuzweger) in Frangart ID: 14726                               | 46° 28′ 41″ N, 11° 16′ 49″ O                               | 17. Jan. 1951 (MD)           | Ansitz mit spätgotischem Viereckerker auf Kragsteinen. An der Südseite befindet sich eine Sonnenuhr und darüber ein Fresko (Geburt Christi, Herodes und Könige), um 1600. | KG: Eppan Bauparzelle: 369                                                                                       |
| ja   | Datei hochladen | Plankeiner (Bernhard) in Frangart ID: 14729                              | 46° 28′ 37″ N, 11° 17′ 49″ O                               | 17. Jan. 1951 (MD)           | Ländliches Wohnhaus/Bauernhof. Steingerahmte Fenster mit schönen Schmiedeeisengitter. | KG: Eppan Bauparzelle: 383/2                                                                                     |
| ja   | Datei hochladen | Platz 6-9 in St. Pauls ID: 14708                                         | Platz 6-9 46° 28′ 21″ N, 11° 15′ 40″ O                     | 25. Juli 1977 (BLR-LAB 4984) | Das städtische Wohnhaus ist ein dreigeschossiger Eckbau, im Kern spätgotisch. Zweigeschossiger Erker mit Türmchenabschluss, am Fuß Tierfratze. | KG: Eppan Bauparzelle: 307                                                                                       |
| ja   | Datei hochladen | Platz 7 in Girlan ID: 14736                                              | Platz 7 46° 27′ 49″ N, 11° 16′ 50″ O                       | 25. Juli 1977 (BLR-LAB 4984) | Das städtische Wohnhaus hat eine unregelmäßige Fassadengestaltung mit steingerahmtem Rechteckfenster, polygonalem Eckerker und einem Rundbogentor in Quaderfassung aus dem 17. Jahrhundert. | KG: Eppan Bauparzelle: 422                                                                                       |
| ja   | Datei hochladen | Platzbauer ID: 14692                                                     | Platz 19 46° 28′ 19″ N, 11° 15′ 41″ O                      | 6. Juli 1951 (MD)            | Ländliches Wohnhaus/Bauernhof, unregelmäßiger Bau, im Kern spätgotisch. Auf Konsolen vorspringender Hausteil mit vier Rechteckfenstern, 17. Jahrhundert. | KG: Eppan Bauparzelle: 279/1, 279/2, 279/3                                                                       |
| ja   | Datei hochladen | Platzlweg 4 ID: 14668                                                    | Platzlweg 4 46° 27′ 53″ N, 11° 15′ 5″ O                    | 18. Mai 1951 (MD)            | Langgestrecktes ländliches Wohnhaus/Bauernhof mit steingerahmten Rechteckfenster. An der Südseite Sonnenuhr. Stubengetäfel aus dem Jahr 1848, im ersten Stock Saal mit Stuckdecke, Raum mit Kassettendecke. Gewölbter Keller. | KG: Eppan Bauparzelle: 238                                                                                       |
| ja   | Datei hochladen | Platzlweg 9 ID: 14669                                                    | Platzlweg 9 46° 27′ 54″ N, 11° 15′ 4″ O                    | 6. Juli 1951 (MD)            | Zweigeschossiges ländliches Wohnhaus/Bauernhof mit steingerahmten, zum Teil vergitterten Rechteckfenstern. Rundbogiges Rustikaportal aus dem Jahr 1653. | KG: Eppan Bauparzelle: 241                                                                                       |
| ja   | Datei hochladen | Platzlweg 12 ID: 14671                                                   | Platzlweg 12 46° 28′ 2″ N, 11° 15′ 1″ O                    | 25. Juli 1977 (BLR-LAB 4984) | Gebäude mit ansitzartigem Charakter, zwei viereckige Eckerker und steingerahmte Fenster aus dem 17. Jahrhundert. | KG: Eppan Bauparzelle: 243/1                                                                                     |
| ja   | Datei hochladen | Platzlweg 35 ID: 14672                                                   | Platzlweg 35 46° 28′ 2″ N, 11° 15′ 0″ O                    | 25. Juli 1977 (BLR-LAB 4984) | Einfaches ländliches Wohnhaus/Bauernhof mit schlichter Fassadengestaltung. Für die Gesamtansicht des Ensembles von Bedeutung. | KG: Eppan Bauparzelle: 245/1                                                                                     |
| ja   | Datei hochladen | Platzlweg 37 ID: 14673                                                   | Platzlweg 37 46° 28′ 3″ N, 11° 14′ 59″ O                   | 25. Juli 1977 (BLR-LAB 4984) | Charakteristischer zweigeschossiger Hof mit offenem Bundwerkgiebel. | KG: Eppan Bauparzelle: 246                                                                                       |
| BW   | Datei hochladen | Pramol in Perdonig ID: 14662                                             | 46° 28′ 48″ N, 11° 14′ 25″ O                               | 17. Jan. 1951 (MD)           | Ehemaliger Ansitz erstmals im 16. Jahrhundert erwähnt. Gegen Ende des 16. Jahrhunderts in den Besitz der Familie Töpsl übergegangen. | KG: Eppan Bauparzelle: 219                                                                                       |
| ja   | Datei hochladen | Prielhof ID: 14676                                                       | Kreuzsteinweg 12 46° 28′ 7″ N, 11° 14′ 52″ O               | 25. Juli 1977 (BLR-LAB 4984) | Langgestrecktes ländliches Wohnhaus/Bauernhof mit nordseitigem Zinnengiebel aus dem 17. Jahrhundert. | KG: Eppan Bauparzelle: 252                                                                                       |
| ja   | Datei hochladen | Rathaus ID: 14604                                                        | 46° 27′ 20″ N, 11° 15′ 32″ O                               | 18. Mai 1951 (MD)            | Ehemaliger Ansitz Platzegg. In den 1930er Jahren erhöht und umgebaut, wobei der ursprüngliche Charakter stark verändert wurde. 1984/85 wurde das Gebäude rückrestauriert. Im Erdgeschoss Reste spätgotischer Quadermalerei. | KG: Eppan Bauparzelle: 88/1                                                                                      |
| ja   | Datei hochladen | Reinsberg mit Heiligkreuzkapelle ID: 14667                               | 46° 27′ 50″ N, 11° 15′ 12″ O                               | 22. März 1951 (MD)           | Der Ansitz ist ein Renaissancebau mit zwei Trakten. Erstmals erwähnt 1210/24 als Festes Haus (domus murata) Pitzol (Poçale) eines gleichnamigen, seit 1194 bezeugten hocheppanischen Ministerialengeschlechts. In der Hofmauer Rundbogentor mit Wappen und Jahreszahl 1661. Renaissancestube von 1628. Die Kapelle wurde 1676/77 erbaut. | KG: Eppan Bauparzelle: 234, 235                                                                                  |
| ja   | Datei hochladen | Reinspergweg 9 ID: 14615                                                 | Reinspergweg 9 46° 27′ 42″ N, 11° 15′ 32″ O                | 25. Juli 1977 (BLR-LAB 4984) | Ländliches Wohnhaus/Bauernhof mit Zinnengiebel. Im Keller Tonnengewölbe, im ersten Stock Küche mit Tonnengewölbe und Stichkappen. | KG: Eppan Bauparzelle: 114, 114/1, 114/2                                                                         |
| ja   | Datei hochladen | Rosenburg ID: 14640                                                      | Pigeno 38 46° 27′ 2″ N, 11° 15′ 13″ O                      | 25. Juli 1977 (BLR-LAB 4984) | Das städtische Wohnhaus war der ehemalige Gerichtskerker mit drei gewölbten Zellen. | KG: Eppan Bauparzelle: 156                                                                                       |
| BW   | Datei hochladen | Rosenfeld ID: 14627                                                      | Pigeno 2-6 46° 27′ 1″ N, 11° 15′ 25″ O                     | 25. Juli 1977 (BLR-LAB 4984) | Ansitz mit zwei Nebengebäuden. In der Hofmauer Rundbogentoraus dem Jahr 1639. | KG: Eppan Bauparzelle: 136, 137/1, 138                                                                           |
| ja   | Datei hochladen | Rosengarten mit Kapelle und Park ID: 14657                               | 46° 27′ 42″ N, 11° 15′ 2″ O                                | 25. Juli 1977 (BLR-LAB 4984) | Ansitz. An der Durchfahrt Wappenstein mit Jahreszahl 1612. Die Kapelle ist aus der zweiten Hälfte des 17. Jahrhunderts. Sie besitzt ein Gratgewölbe mit Stuckfeldern und Malereien (Kindheitsgeschichte Christi). | KG: Eppan Bauparzelle: 194, 195, 2401 Grundparzelle: 1465                                                        |
| ja   | Datei hochladen | Ruesen in Missian ID: 14714                                              | 46° 29′ 9″ N, 11° 15′ 56″ O                                | 17. Jan. 1951 (MD)           | Einhof aus spätmittelalterlicher Zeit. Im Obergeschoss tonnengewölbte Küche und Stube mit Bohlenbalkendecke. | KG: Eppan Bauparzelle: 324                                                                                       |
| ja   | Datei hochladen | Ruine „Am Hangenden Stein“ ID: 14772                                     | 46° 29′ 42″ N, 11° 14′ 56″ O                               | 25. Juli 1977 (BLR-LAB 4984) | Mauerreste einer sehr kleinen, hochmittelalterlichen Burganlage auf einem Felsabsatz nordwestlich von Unterrain. | KG: Eppan Grundparzelle: 3682                                                                                    |
| BW   | Datei hochladen | Rungghof in Girlan ID: 14743                                             | 46° 27′ 0″ N, 11° 17′ 16″ O                                | 17. Jan. 1951 (MD)           | Mittelalterliches ländliches Wohnhaus/Bauernhof, 1524 von Meister Peter Maurer errichtet. Im 17. Jahrhundert umgebaut. | KG: Eppan Bauparzelle: 471, 472                                                                                  |
| ja   | Datei hochladen | Saltner in Gaid ID: 14753                                                | 46° 30′ 46″ N, 11° 12′ 27″ O                               | 25. Juli 1977 (BLR-LAB 4984) | Großer ländliches Wohnhaus/Bauernhof, nach Osten Erkerloggia. Zwei Sonnenuhren. | KG: Eppan Bauparzelle: 530                                                                                       |
| ja   | Datei hochladen | Scherer ID: 14682                                                        | Paulser Straße 22-24 46° 28′ 15″ N, 11° 15′ 37″ O          | 25. Juli 1977 (BLR-LAB 4984) | Langgezogenes, zweigeschossiges, ländliches Wohnhaus/Bauernhof mit abgewalmtem Dach. Rundbogentor in Sandsteinrustika mit Wappen aus dem Jahr 1668, oberhalb Mauernische mit Marienbild. Im ersten Stock zwei Fenster mit spätgotischer Leibung.                                                                                         | KG: Eppan Bauparzelle: 261                                                                                       |
| ja   | Datei hochladen | Schießstandweg 14 ID: 14595                                              | Schießstandweg 14 46° 27′ 24″ N, 11° 15′ 25″ O             | 25. Juli 1977 (BLR-LAB 4984) | Schmales, giebelständiges Wohnhaus/Bauernhof mit dreiseitigem Erker. | KG: Eppan Bauparzelle: 68, 68/1, 68/2                                                                            |
| ja   | Datei hochladen | Schleierbrunnhof in Girlan ID: 14737                                     | 46° 27′ 51″ N, 11° 16′ 52″ O                               | 25. Juli 1977 (BLR-LAB 4984) | Hohes ländliches Wohnhaus/Bauernhof mit Krüppelwalmdach, spätmittelalterlichem Mauerwerk und gewölbtem Hausgang. Das Stubengetäfel wurde entfernt. | KG: Eppan Bauparzelle: 425                                                                                       |
| ja   | Datei hochladen | Schneeberg ID: 14622                                                     | Maderneidstraße 10 46° 27′ 35″ N, 11° 15′ 34″ O            | 22. März 1951 (MD)           | Zweigeschossiger Ansitz aus dem 16. Jahrhundert. | KG: Eppan Bauparzelle: 125/1, 125/2                                                                              |
| ja   | Datei hochladen | Schreckenstein ID: 14702                                                 | Unterrainer Straße 20 46° 28′ 26″ N, 11° 15′ 41″ O         | 25. Juli 1977 (BLR-LAB 4984) | Dreigeschossiges städtisches Wohnhaus mit steingerahmten Rechteckfenstern. | KG: Eppan Bauparzelle: 296/1, 296/2, 296/3                                                                       |
| ja   | Datei hochladen | Sebastianstraße 3 in Girlan ID: 14738                                    | Sebastianstraße 3 46° 27′ 49″ N, 11° 16′ 49″ O             | 25. Juli 1977 (BLR-LAB 4984) | Langgestrecktes ländliches Wohnhaus/Bauernhof mit Eckerker auf Steinkonsolen. | KG: Eppan Bauparzelle: 431/1                                                                                     |
| ja   | Datei hochladen | St. Anna mit Kloster der Terziarsschwestern ID: 14571                    | 46° 27′ 13″ N, 11° 15′ 34″ O                               | 25. Juli 1977 (BLR-LAB 4984) | Spätgotische Kirche, Anfang des 16. Jahrhunderts erbaut. Turm mit Spitzpyramide, polygonaler Chorschluss und asymmetrisches Gratgewölbe im Langhaus. Der ehemalige Ansitz Sprengheim wurde 1842 zum Kloster. | KG: Eppan Bauparzelle: 1, 2                                                                                      |
| ja   | Datei hochladen | St. Apollonia in Missian ID: 14722                                       | 46° 29′ 1″ N, 11° 15′ 17″ O                                | 25. Juli 1977 (BLR-LAB 4984) | Die Kirche wurde anstelle des gotischen Baus 1841–1843 in klassizistischen Stilformen errichtet. | KG: Eppan Bauparzelle: 346                                                                                       |
| ja   | Datei hochladen | St. Justina ID: 14712                                                    | 46° 28′ 18″ N, 11° 15′ 4″ O                                | 25. Juli 1977 (BLR-LAB 4984) | Die ursprünglich romanische Kirche mit Rundapsis wurde 1645–1649 vergrößert. | KG: Eppan Bauparzelle: 316                                                                                       |
| ja   | Datei hochladen | St. Luzia mit Friedhof in St. Pauls ID: 14693                            | 46° 28′ 13″ N, 11° 15′ 47″ O                               | 25. Juli 1977 (BLR-LAB 4984) | Einheitliche Anlage aus der zweiten Hälfte des 16. Jahrhunderts mit Rundbogenarkaden. Wandgemälde (Wappen, gemalte Epitaphien), um 1590. Arkadenerweiterung Ende des 19. Jahrhunderts. | KG: Eppan Bauparzelle: 281 Grundparzelle: 2549                                                                   |
| ja   | Datei hochladen | St. Nikolaus in Unterrain ID: 14716                                      | 46° 29′ 29″ N, 11° 15′ 35″ O                               | 25. Juli 1977 (BLR-LAB 4984) | Die spätgotische Kirche mit geradem Chorschluss wurde 1512 geweiht. Spitzbogenportal in profilierter Steinrahmung aus dem 17. Jahrhundert. | KG: Eppan Bauparzelle: 330                                                                                       |
| ja   | Datei hochladen | St. Valentin mit Valentinskapelle in Berg ID: 14750                      | 46° 27′ 33″ N, 11° 14′ 22″ O                               | 22. März 1951 (MD)           | Der Ansitz ist ein hoher Bau mit Krüppelwalmdach und zwei Erkertürmen. Heutige Form stammt aus dem 16./17. Jahrhundert, erstmals erwähnt wurde er 1382. Renaissanceloggia mit Wappenmalereien. Kapelle: um 1500 erbaut. | KG: Eppan Bauparzelle: 510, 511/1, 512                                                                           |
| ja   | Datei hochladen | St.-Anna-Weg 16 ID: 14575                                                | St.-Anna-Weg 16 46° 27′ 12″ N, 11° 15′ 31″ O               | 25. Juli 1977 (BLR-LAB 4984) | Dreigeschossiges städtisches Wohnhaus mit steingerahmten Rechteckfenstern. Am Keilstein unleserliche Jahreszahl. | KG: Eppan Bauparzelle: 2789, 7                                                                                   |
| ja   | Datei hochladen | St.-Anna-Weg 19-21 ID: 14630                                             | St.-Anna-Weg 19-21 46° 27′ 6″ N, 11° 15′ 21″ O             | 25. Juli 1977 (BLR-LAB 4984) | Städtisches Wohnhaus mit offenem Giebel und abgewalmtem Dach. Torggelstein aus dem Jahr 1606. | KG: Eppan Bauparzelle: 142, 142/1, 142/2, 142/3 Grundparzelle: 1062/7, 1062/9                                    |
| ja   | Datei hochladen | St.-Anna-Weg 24 ID: 14631                                                | St.-Anna-Weg 24 46° 27′ 7″ N, 11° 15′ 22″ O                | 25. Juli 1977 (BLR-LAB 4984) | Dreigeschossiges städtisches Wohnhaus mit steingerahmten Rechteckfenstern (zum Teil erneuert). | KG: Eppan Bauparzelle: 143/1, 143/2                                                                              |
| ja   | Datei hochladen | St.-Justina-Weg 2 ID: 14709                                              | St.-Justina-Weg 2 46° 28′ 21″ N, 11° 15′ 39″ O             | 25. Juli 1977 (BLR-LAB 4984) | Dreigeschossiges städtisches Wohnhaus. Rundbogentor mit abgefasten Kanten. Zwei Fenster in gotischer Steinrahmung erhalten. | KG: Eppan Bauparzelle: 308                                                                                       |
| ja   | Datei hochladen | St.-Justina-Weg 67 ID: 14678                                             | St.-Justina-Weg 67 46° 28′ 7″ N, 11° 14′ 53″ O             | 25. Juli 1977 (BLR-LAB 4984) | Zweigeschossiges traufständiges Wohnhaus/Bauernhof. Gemalte Fensterumrahmungen und Ecksteine. | KG: Eppan Bauparzelle: 254                                                                                       |
| ja   | Datei hochladen | St.-Martin-Straße 28 in Girlan ID: 18154                                 | St.-Martin-Straße 28 46° 27′ 44″ N, 11° 16′ 53″ O          | 27. Nov. 1995 (BLR-LAB 6189) | Dreigeschossiges städtisches Wohnhaus, im Kern aus dem 16. oder 17. Jahrhundert, im 19. Jahrhundert umgestaltet mit Loggia sowie Eck- und Geschossbänderung. Im 1. und 2. Stock Terrazzoböden sowie ein Stiegenaufgang mit gemauerter Säule, datiert auf 1847.                                                                           | KG: Eppan Bauparzelle: 456/1                                                                                     |
| ja   | Datei hochladen | St.-Michaels-Platz 4-6 ID: 14598                                         | St.-Michaels-Platz 4-6 46° 27′ 24″ N, 11° 15′ 26″ O        | 25. Juli 1977 (BLR-LAB 4984) | Dreigeschossiges städtisches Wohnhaus mit drei zu drei Fensterachsen. | KG: Eppan Bauparzelle: 72                                                                                        |
| ja   | Datei hochladen | St.-Michaels-Platz 12 ID: 14597                                          | St.-Michaels-Platz 12 46° 27′ 25″ N, 11° 15′ 25″ O         | 25. Juli 1977 (BLR-LAB 4984) | Spätmittelalterliches städtisches Wohnhaus mit Spitzbogentür in Quaderfassung im Erdgeschoss. | KG: Eppan Bauparzelle: 70                                                                                        |
| ja   | Datei hochladen | Steinmetzhäusl ID: 14649                                                 | 46° 27′ 17″ N, 11° 14′ 16″ O                               | 25. Juli 1977 (BLR-LAB 4984) | Spätgotisches Wohnhaus. Stube mit Bohlenbalkendecke des frühen 16. Jahrhunderts, der Mittelbalken mit geschnitztem Ornament. | KG: Eppan Bauparzelle: 182                                                                                       |
| ja   | Datei hochladen | Steinsäule in Missian ID: 14775                                          | 46° 28′ 48″ N, 11° 15′ 7″ O                                | 17. Apr. 1978 (BLR-LAB 2526) | Bildstock bestehend aus einer Sandsteinsäule mit Reliefs (Kreuzigung, Kreuztragung) und Inschrift aus dem Jahr 1616. | KG: Eppan Bauparzelle: 6625/1                                                                                    |
| ja   | Datei hochladen | Stromburg ID: 18108                                                      | 46° 27′ 25″ N, 11° 15′ 33″ O                               | 24. Mai 1993 (BLR-LAB 2887)  | Ansitz Anstelle der gelöschten Bp. 97/1 neu errichtet. Die materiellen Anteile 1-7 betreffen den denkmalgeschützten Altbau. | KG: Eppan Bauparzelle: 2519                                                                                      |
| ja   | Datei hochladen | Thalegg mit Kapelle, Garten und Park ID: 14619                           | Maderneidstraße 11 46° 27′ 38″ N, 11° 15′ 35″ O            | 25. Juli 1977 (BLR-LAB 4984) | Ansitz in Renaissancestil auf symmetrischem Grundriss. Hoftor mit Pyramiden aus dem Jahr 1606. Im Inneren Wandmalereien aus dem 17. Jahrhundert. Die Kapelle hat einen geraden Chorschluss mit Glockenmauer, Rechtecktür, Viereck- und Flachbogenfenster. An der Altarwand Spitzbogennische, erbaut Anfang 17. Jahrhundert.              | KG: Eppan Bauparzelle: 121, 122 Grundparzelle: 243, 244/1                                                        |
| ja   | Datei hochladen | Thurnerhof ID: 14651                                                     | 46° 27′ 26″ N, 11° 14′ 14″ O                               | 25. Juli 1977 (BLR-LAB 4984) | Mittelalterliche Hofanlage mit starken Stützmauern. In der Stube Renaissancegetäfel mit Unterzugsbalken. | KG: Eppan Bauparzelle: 184                                                                                       |
| ja   | Datei hochladen | Tinner ID: 50459                                                         | 46° 31′ 2″ N, 11° 12′ 14″ O                                | 17. Jan. 1951 (MD)           | Ländliches Wohnhaus/Bauernhof | KG: Eppan Bauparzelle: 2364, 528 Grundparzelle: 1686                                                             |
| ja   | Datei hochladen | Tratter in Gaid ID: 14756                                                | 46° 30′ 53″ N, 11° 12′ 39″ O                               | 6. Juli 1951 (MD)            | Ländliches Wohnhaus/Bauernhof mit zwei symmetrisch angelegte Erkertürmchen. Früher im Besitz des Stiftes Wilten. Im nördlichen Erkerturm Gewölbe mit Resten von Wandmalereien. Rauchküche mit Stichkappengewölbe. | KG: Eppan Bauparzelle: 533                                                                                       |
| ja   | Datei hochladen | Tschogglhof ID: 14739                                                    | Kapellenweg 4 46° 27′ 45″ N, 11° 16′ 43″ O                 | 25. Juli 1977 (BLR-LAB 4984) | Mittelalterlicher Gutshof des Stiftes Sonnenburg, 1181 erstmals erwähnt, im 18. Jahrhundert um ein Stockwerk erhöht. Im 18./19. Jahrhundert erfolgte der Stadelanbau mit Tonnengewölbe; Reste hochmittelalterlichen Mauerwerks im Stadel.                                                                                                | KG: Eppan Bauparzelle: 444/1                                                                                     |
| ja   | Datei hochladen | Turm beim Schmalzer in Perdonig ID: 14661                                | Perdoniger Weg 17 46° 29′ 20″ N, 11° 14′ 1″ O              | 25. Juli 1977 (BLR-LAB 4984) | Spätmittelalterliche Burg mit gemauerter Freitreppe. | KG: Eppan Bauparzelle: 211                                                                                       |
| ja   | Datei hochladen | Turmbachweg 15-17 ID: 14659                                              | Turmbachweg 15-17 46° 27′ 38″ N, 11° 14′ 52″ O             | 25. Juli 1977 (BLR-LAB 4984) | Mittelalterlicher Wohnturm, daran anschließend erneuertes Wohngebäude. Regelmäßiges Mauerwerk aus dem 13. Jahrhundert. | KG: Eppan Bauparzelle: 205, 206                                                                                  |
| ja   | Datei hochladen | Turmruine in der Nähe des Stroblhofes ID: 14767                          | 46° 26′ 59″ N, 11° 15′ 0″ O                                | 18. Mai 1951 (MD)            | Etwa 10 Meter hohe Südmauer eines Wohnturmes aus dem 13. Jahrhundert mit zwei vermauerten Flachbogenfenstern. | KG: Eppan Grundparzelle: 1157, 1160, 1162/8                                                                      |
| ja   | Datei hochladen | Umspannstation St. Michael ID: 50279                                     | 46° 27′ 29″ N, 11° 15′ 35″ O                               | 5. Nov. 2024 (BLR-LAB 970)   | Erbaut 1903 | KG: Eppan Bauparzelle: 714                                                                                       |
| BW   | Datei hochladen | Unteralbergweg 10 ID: 14583                                              | Unteralbergweg 10 46° 27′ 13″ N, 11° 15′ 43″ O             | 25. Juli 1977 (BLR-LAB 4984) | Große Hofanlage mit offenem Bundwerkgiebel. | KG: Eppan Bauparzelle: 22                                                                                        |
| ja   | Datei hochladen | Unterer Pardeniger in Montiggl ID: 14761                                 | 46° 25′ 3″ N, 11° 16′ 39″ O                                | 25. Juli 1977 (BLR-LAB 4984) | Gebäudegruppe mit hochmittelalterlichen Bauelementen, teilweise in Sichtmauerwerk. Rundbogentor, Wirtschaftsgebäude mit Krüppelwalmdach und verbrettertem Giebel. | KG: Eppan Bauparzelle: 627                                                                                       |
| ja   | Datei hochladen | Unterpaschbach (Großhaus) ID: 14654                                      | Bergweg 28-30 46° 27′ 36″ N, 11° 15′ 14″ O                 | 22. März 1951 (MD)           | Ansitz, regelmäßiger Renaissancebau mit Rundbogenportal in der Mittelachse. Stuckgerahmte Tafel mit Jahreszahl 1557. Mittelsäle mit Stuckdecken aus dem 17. Jahrhundert. | KG: Eppan Bauparzelle: 189                                                                                       |
| ja   | Datei hochladen | Unterrainer Straße 2-4 ID: 14699                                         | Unterrainer Straße 2-4 46° 28′ 22″ N, 11° 15′ 41″ O        | 6. Juli 1951 (MD)            | Dreigeschossiges städtisches Wohnhaus mit steingerahmtem Rundbogentor. Zwei dreiseitige Erker, an südlicher Nische mit Kreuzigungsbild. | KG: Eppan Bauparzelle: 290                                                                                       |
| ja   | Datei hochladen | Unterrainer Straße 7-9 ID: 14707                                         | Unterrainer Straße 7-9 46° 28′ 22″ N, 11° 15′ 41″ O        | 25. Juli 1977 (BLR-LAB 4984) | Traufständiges städtisches Wohnhaus mit großem Rustikator, am Keilstein leere Wappenkartusche. | KG: Eppan Bauparzelle: 304/2, 304/3                                                                              |
| ja   | Datei hochladen | Unterrainer Straße 11-13 ID: 14706                                       | Unterrainer Straße 11-13 46° 28′ 23″ N, 11° 15′ 40″ O      | 6. Juli 1951 (MD)            | Dreigeschossiges städtisches Wohnhaus mit steingerahmten Fenstern in Rechteck und Doppelbogenform aus dem 17. Jahrhundert. Torüberschrift 1583 | KG: Eppan Bauparzelle: 303                                                                                       |
| ja   | Datei hochladen | Unterrainer Straße 16 ID: 14701                                          | Unterrainer Straße 16 46° 28′ 24″ N, 11° 15′ 42″ O         | 11. Nov. 1985 (BLR-LAB 5867) | Spätmittelalterliches Wohnhaus, im 17. Jahrhundert umgebaut. Fassade mit spätgotischem Viereckerker, rundbogiges Hoftor, doppelgeschossiger Erker. | KG: Eppan Bauparzelle: 294                                                                                       |
| ja   | Datei hochladen | Unterrainer Straße 17 ID: 14705                                          | Unterrainer Straße 17 46° 28′ 24″ N, 11° 15′ 41″ O         | 25. Juli 1977 (BLR-LAB 4984) | Zweigeschossiges städtisches Wohnhaus mit offenem Giebel. Spätgotisches Mauerwerk mit tiefen Fensterleibungen und abgefasten Kanten. Dreiseitiger Erker. | KG: Eppan Bauparzelle: 1565, 301                                                                                 |
| ja   | Datei hochladen | Unterrainer Straße 19 ID: 18050                                          | Unterrainer Straße 19 46° 28′ 25″ N, 11° 15′ 41″ O         | 25. Juli 1977 (BLR-LAB 4984) | Zweigeschossiges sändliches Wohnhaus/Bauernhof mit abgewalmtem Dach. Im Erdgeschoss erneuerte Fensteröffnungen, im ersten Stock profilierte Steinrahmen. Der spätmittelalterliche Baubestand wurde im 17. Jahrhundert verändert. | KG: Eppan Bauparzelle: 1565                                                                                      |
| ja   | Datei hochladen | Unterrainer Straße 30 ID: 14703                                          | Unterrainer Straße 30 46° 28′ 27″ N, 11° 15′ 40″ O         | 6. Juli 1951 (MD)            | Städtisches Wohn- und Wirtschaftsgebäude, dazwischen Rundbogentor in Steinrahmung. Am Wohnhaus dreiseitiger Erker, am Giebel Okuli. | KG: Eppan Bauparzelle: 298/1, 298/2, 298/3                                                                       |
| ja   | Datei hochladen | Unterrainer Straße 32 ID: 14704                                          | Unterrainer Straße 32 46° 28′ 28″ N, 11° 15′ 39″ O         | 6. Juli 1951 (MD)            | Städtisches Wohnhaus mit hohem Rundbogentor, Doppelbogenfenster, Polygonalerker aus dem 17. Jahrhundert. | KG: Eppan Bauparzelle: 299                                                                                       |
| ja   | Datei hochladen | Untertissner in Montiggl ID: 14748                                       | 46° 25′ 2″ N, 11° 16′ 36″ O                                | 25. Juli 1977 (BLR-LAB 4984) | Mittelalterliche Hofanlage. Rundbogentor, unregelmäßiges Sichtmauerwerk am Wirtschaftsgebäude. Im Saal Steinplattenboden und Balkendecke. | KG: Eppan Bauparzelle: 506                                                                                       |
| ja   | Datei hochladen | Vescovi (Pratzer) ID: 14675                                              | Kreuzsteinweg 3 46° 28′ 7″ N, 11° 14′ 50″ O                | 6. Juli 1951 (MD)            | Der Ansitz ist ein hoher Bau mit abgewalmtem Dach, Erkerturm, gotischer Tür und Fenstergewände. Spitzbogiges Hoftor mit ursprünglichem Quaderverputz. | KG: Eppan Bauparzelle: 251                                                                                       |
| ja   | Datei hochladen | Vierzehn Nothelfer in Gaid ID: 14755                                     | 46° 30′ 45″ N, 11° 12′ 37″ O                               | 25. Juli 1977 (BLR-LAB 4984) | Die Kirche wurde 1638 erbaut. Sie hat einen dreiseitigen Chorschluss, Gratgewölbe und eine Rechtecktür in Steinrahmung. | KG: Eppan Bauparzelle: 532                                                                                       |
| ja   | Datei hochladen | Villa Matschatsch mit Park ID: 14647                                     | 46° 26′ 19″ N, 11° 14′ 1″ O                                | 9. Jan. 1989 (BLR-LAB 85)    | Villa/Sommerfrischhaus in historistischen Stilformen vom Ende des 19. Jahrhunderts. Neubarocke Kapelle. Ausgedehnte Parkanlage. | KG: Eppan Bauparzelle: 177 Grundparzelle: 1189, 1190, 1191, 1193, 1196/1, 1196/2, 1201/1, 1201/2, 1202/1, 1202/2 |
| ja   | Datei hochladen | Vintschger ID: 14681                                                     | St.-Justina-Weg 61 46° 28′ 7″ N, 11° 15′ 1″ O              | 6. Juli 1951 (MD)            | Ansitz als würfelförmiger Renaissancebau mit symmetrischer Raumeinteilung. Stube mit Pilastergetäfel aus dem Jahr 1597. | KG: Eppan Bauparzelle: 257                                                                                       |
| ja   | Datei hochladen | von Söll (An der Lacken) ID: 14623                                       | Maderneidstraße 3 46° 27′ 33″ N, 11° 15′ 33″ O             | 22. März 1951 (MD)           | Dreigeschossiger Ansitz mit abgewalmtem Dach. Am Erker Wappenstein mit Inschrift und Jahreszahl 1603. Fenster in Steinrahmung mit Gitter. | KG: Eppan Bauparzelle: 126/1, 126/2 Grundparzelle: 192/3                                                         |
| ja   | Datei hochladen | Warth ID: 14694                                                          | 46° 28′ 14″ N, 11° 16′ 8″ O                                | 6. Juli 1951 (MD)            | Burganlage aus dem 13. Jahrhundert, später mehrmals umgebaut. Im Bergfried Raum mit Balkendecke und Quadermalerei mit Zinnenkranz. Fenster mit Seitensitzen und Zierbordüren aus dem 14. Jahrhundert. Stubengetäfel von 1613. | KG: Eppan Bauparzelle: 282                                                                                       |
| ja   | Datei hochladen | Wegerhof ID: 14734                                                       | Jesuheimstraße 8-10 46° 27′ 46″ N, 11° 16′ 59″ O           | 25. Juli 1977 (BLR-LAB 4984) | Ländliches Wohnhaus/Bauernhof mit anschließender Hofmauer und Rundbogentor, spätgotische Balkendecken mit Minuskelinschrift um 1500, im 17. Jahrhundert umgebaut. | KG: Eppan Bauparzelle: 403/1                                                                                     |
| ja   | Datei hochladen | Wegkapelle in Perdonig ID: 14769                                         | 46° 29′ 48″ N, 11° 13′ 51″ O                               | 17. Apr. 1978 (BLR-LAB 2526) | Einfacher Kapellenbildstock aus dem beginnenden 19. Jahrhundert mit geradem Abschluss. | KG: Eppan Bauparzelle: 1899/1                                                                                    |
| ja   | Datei hochladen | Weinberg ID: 14655                                                       | Bergweg 36 46° 27′ 42″ N, 11° 15′ 11″ O                    | 6. Juli 1951 (MD)            | Der dreigeschossige Ansitz aus dem 17. Jahrhundert wurde im 19. Jahrhundert erhöht und umgebaut. Ober der Tür befindet sich ein Fresko in Stuckrahmung (Mariahilf, St. Florian, Georg), um 1600. | KG: Eppan Bauparzelle: 190                                                                                       |
| ja   | Datei hochladen | Weißenheim ID: 14674                                                     | Bergweg 4 46° 27′ 59″ N, 11° 14′ 51″ O                     | 6. Juli 1951 (MD)            | Im Kern mittelalterlicher Ansitz, der gegen Ende des 16. Jahrhunderts umgebaut wurde. | KG: Eppan Bauparzelle: 248/1                                                                                     |
| ja   | Datei hochladen | Wendelstein mit Nebengebäuden ID: 14573                                  | St.-Anna-Weg 11 46° 27′ 11″ N, 11° 15′ 29″ O               | 18. Mai 1951 (MD)            | Ursprünglich zweigeschossiger Ansitz mit gekuppelten Rechteckfenstern. In der Hofmauer steingerahmtes Rundbogentor aus dem Jahr 1625. Am Nebengebäude Rundbogentor mit Jahreszahl 1711 und Wappen (Mühlrad). | KG: Eppan Bauparzelle: 5                                                                                         |
| ja   | Datei hochladen | Wickenburg mit Park ID: 14635                                            | Pigeno 16 46° 27′ 3″ N, 11° 15′ 17″ O                      | 25. Juli 1977 (BLR-LAB 4985) | Ansitz erbaut Ende des 16. Jahrhunderts mit nordseitigem turmartigen Trakt mit Zinnen (um 1900). Großer ummauerter Park mit Nadelbäumen, Ende 19. Jahrhundert. | KG: Eppan Bauparzelle: 150 Grundparzelle: 1050                                                                   |
| ja   | Datei hochladen | Windegg ID: 14576                                                        | Josef-Innerhofer-Straße 40 46° 27′ 13″ N, 11° 15′ 32″ O    | 18. Mai 1951 (MD)            | Der Ansitz ist ein regelmäßiger Renaissancebau mit Doppelbogenfenster und flachem Polygonalerker. Renaissancestube von 1585. | KG: Eppan Bauparzelle: 8                                                                                         |
| ja   | Datei hochladen | Wohlgemuth (Hammerstein) ID: 14580                                       | Kalterer Straße 1-3 46° 27′ 14″ N, 11° 15′ 35″ O           | 22. März 1951 (MD)           | Der Ansitz aus dem 16./17. Jahrhundert besteht aus zwei Trakten, die durch eine Hofmauer mit Rustikator und Loggiengang verbunden sind. Stube mit Kassettendecke und Pilastergetäfel. Im Saal Kassettendecke in Sternform. | KG: Eppan Bauparzelle: 16/1, 16/2 Grundparzelle: 2439, 2440, 2442                                                |
| ja   | Datei hochladen | Zinneberg ID: 14665                                                      | Bergweg 53 46° 27′ 58″ N, 11° 14′ 49″ O                    | 18. Mai 1951 (MD)            | Ansitzartiger Bau auf regelmäßigem Grundriss. An der Nordseite Wappenmalerei, Anfang 16. Jahrhundert. Hoftor mit Zinnennischen (Jahreszahl 1626). | KG: Eppan Bauparzelle: 228                                                                                       |
| ja   | Datei hochladen | Zinnenberg ID: 14679                                                     | 46° 28′ 7″ N, 11° 14′ 54″ O                                | 26. Feb. 1952 (MD)           | Ansitz mit an den Frontecken vorspringenden Baukörpern mit Zinnengiebel. In der ersten Hälfte des 17. Jahrhunderts ausgebaut. | KG: Eppan Bauparzelle: 255                                                                                       |
| ja   | Datei hochladen | Zollhaus in Unterrain ID: 14717                                          | 46° 29′ 29″ N, 11° 15′ 34″ O                               | 6. Juli 1951 (MD)            | Das Zollhaus ist ein dreigeschossiger Renaissancebau mit Rustikator, Doppelbogenfenster mit Rosettendekor und polygonaler Eckerker aus dem 17. Jahrhundert. | KG: Eppan Bauparzelle: 3065, 331                                                                                 |
| ja   | Datei hochladen | Zypressen-Hof ID: 14572                                                  | St.-Anna-Weg 7 46° 27′ 12″ N, 11° 15′ 31″ O                | 25. Juli 1977 (BLR-LAB 4984) | Langgezogenes zweigeschossiges Wohnhaus/Bauernhof mit steingerahmten Rechteckfenstern und Rustikator. Am Keilstein Wappenschild mit Jahreszahl 1641. | KG: Eppan Bauparzelle: 3                                                                                         |

Falls bei einem Baudenkmal keine Koordinaten bekannt sind, werden ersatzweise die Katasterdaten zum Zeitpunkt der Unterschutzstellung angegeben. Diese sind weder offiziell noch zwingend aktuell.
Die vom Landesdenkmalamt übernommenen Adressen können veraltet sein.
| Foto:   | Fotografie des Denkmals. Klicken des Fotos erzeugt eine vergrößerte Ansicht. Daneben finden sich zwei Symbole: |
| ID      | Identifikator beim Südtiroler Landesdenkmalamt                                                                 |
| KG      | Katastralgemeinde                                                                                              |
| MD      | Ministerialdekret                                                                                              |
| BLR-LAB | Beschluss der Landesregierung – Landesausschussbeschluss                                                       |